# 2e armée (guerre austro-prussienne)
Pour les articles homonymes, voir 2e armée.
La 2e armée est une unité de l'armée prussienne à court terme pendant la guerre austro-prussienne de 1866. Elle opère dans la région de Glatz en Bohême et intervient de manière décisive dans la bataille de Sadowa contre l'armée autrichienne du Nord le 3 juillet.

## Composition
Le commandant en chef est le prince héritier Frédéric-Guillaume de Prusse, le général de division Leonhard von Blumenthal agit comme chef d'état-major et le colonel von Stosch comme quartier-maître en chef. Le commandant d'artillerie est le lieutenant-général von Jacobi.

### 1ercorpsd'armée
Général commandant : Generalleutnant Adolf von Bonin
Chef d'état-major : Oberstleutnant August von Borries (de)
1re division d'infanterie (Generalleutnant Georg Friedrich von Großmann)
1re brigade d'infanterie : Generalmajor Alexander von Pape
- 1er régiment de grenadiers: Oberst Louis von Beeren (de)
- 41e régiment d'infanterie (de): Oberst Heinrich von Koblinski

2e brigade d'infanterie : Generalmajor Albert von Barnekow
- 3e régiment de grenadiers : Oberstleutnant Heinrich von Blumenthal
- 43e régiment d'infanterie (de) : Oberst Heinrich von Tresckow
- 1er régiment de dragons (de) : Oberst Otto von Bernhardi (de)

2e division d'infanterie (Generalleutnant Friedrich von Clausewitz)
3e brigade d'infanterie : Generalmajor August Malotki von Trzebiatowski (de)
- 4e régiment de grenadiers: Oberst Franz Karl von Werder
- 44e régiment d'infanterie : Oberstleutnant Ludwig von La Chevallerie (de)

4e brigade d'infanterie (de) : Generalmajor Baron Gustav von Buddenbrock
- 5e régiment de grenadiers : Oberst Albert von Memerty (de)
- 45e régiment d'infanterie : Oberst Robert von Boswell (de)
- 1er régiment de hussards : Oberst Karl von Kehler
- 1er bataillon de chasseurs à pied prussien-oriental

2e brigade de cavalerie : Oberst Adalbert von Bredow
- 3e régiment de cuirassiers : Oberst Siegmar zu Dohna-Schlobitten
- 8e régiment d'uhlans : Oberst Karl von Below (de)
- 12e régiment d'uhlans (de) : Oberstleutnant Alfred von Kehler

### 5ecorpsd'armée
Général commandant : Général Karl Friedrich von Steinmetz Chef d'état-major : colonel Ludwig von Wittich
9e division d'infanterie (Generalmajor Julius Ludwig von Loewenfeld)
17e brigade d'infanterie : Generalmajor Karl Rudolf von Ollech
- 37e régiment de fusiliers, Oberst Ferdinand von Below
- 58e régiment d'infanterie (pl), Oberst Bruno von François

18e brigade d'infanterie : Generalmajor Adolf von Horn (de)
- 7e régiment de grenadiers, Oberst William von Voigts-Rhetz

10e division d'infanterie (Generalmajor Hugo von Kirchbach)
19e brigade d'infanterie : Generalmajor Otto von Tiedemann (de)
- 6e régiment de grenadiers, Oberstleutnant Karl von Scheffler
- 46e régiment d'infanterie, Oberst Rudolf Walther von Monbary (de)

20e brigade d'infanterie : Generalmajor Theodor Rudolf August Wittich (de)
- 47e régiment d'infanterie, Oberst Heinrich von Massow
- 52e régiment d'infanterie (pl), colonel Karl von Blumenthal

Brigade de cavalerie combinée Generalmajor Karl Heinrich von Wnuck (de)
- 1er régiment d'uhlans, Oberst Eugen von Tresckow
- 4e régiment de dragons (pl), Major von Mayer
- 5e régiment d'artillerie de campagne, Oberstleutnant Elten
- 5e bataillon de chasseurs à pied (de), Oberst Gustav von Weller
- 8e régiment de dragons, Oberstleutnant Hermann von Wichmann

### 6ecorpsd'armée
Général commandant : Général Louis von Mutius Chef d'état-major : Oberst Oskar von Sperling (de)
11e division d'infanterie (Generalleutnant Heinrich Adolf von Zastrow)
21e brigade d'infanterie : Generalmajor Louis von Hanenfeldt (de)
- 10e régiment de grenadiers, Oberst baron Louis von Falkenstein (de)
- 50e régiment d'infanterie, Oberst Ferdinand von Natzmer

22e brigade d'infanterie : Generalmajor Otto von Hoffmann
- 51e régiment d'infanterie, Oberst Friedrich August Paris (de)
- 38e régiment de fusiliers, Oberst Max von Witzleben (de)
- 8e régiment de dragons, Oberstleutnant Hermann von Wichmann
- 6e régiment d'artillerie à pied, Major Brocker
- Bataillon des pionniers silésien, Oberstleutnant Dieterich

12e division d'infanterie (Generalleutnant Ferdinand von Prondzynski (de))
1re brigade combinée : Generalmajor Karl von Cranach (de)
- 22e régiment d'infanterie, Oberst Amand von Ruville
- 23e régiment d'infanterie, Oberst Oskar Stein von Kaminski (de)

2e brigade combinée : Generalmajor Hermann von Knobelsdorff
- 62e régiment d'infanterie, Oberst Wilhelm von Malachowski und Griffa (de)
- 63e régiment d'infanterie, Oberstleutnant Alexander von Eckartsberg (de)

- 6e régiment de hussards (de), Oberst Thilo von Trotha (de)
- 1er régiment de cuirassiers, Oberst Adalbert von Barby
- 2e régiment d'uhlans, Oberst August von Baumgarth (de)
- 6e bataillon de chasseurs à pied (de) Oberstleutnant Adalbert zu Dohna
- 6e régiment d'artillerie à pied, Major Forst
- Cavalerie : 4e régiment de hussards (de), Oberstleutnant von Buddenbrock
- Artillerie de réserve : 5 batteries sous les ordres du colonel Otto von Scherbening (de)

### Corps de la Garde
Général commandant : Prince Auguste de Wurtemberg Chef d'état-major : Oberstleutnant Friedrich Franz von Dannenberg
1re division de la Garde (Generalleutnant Wilhelm Hiller von Gaertringen)
1re brigade d'infanterie de la Garde : Oberst Hugo von Obernitz
- 1er régiment à pied de la Garde, Oberst Bernhard von Kessel
- 3e régiment à pied de la Garde, Oberst Julius Knappe von Knappstädt (de)

2e brigade d'infanterie de la Garde : Generalmajor Constantin von Alvensleben
- 2e régiment à pied de la Garde, Oberst Alexander von Pape
- Régiment de fusiliers de la Garde, Oberst Bernhard von Werder
- Bataillon de chasseurs à pied de la Garde (de), Oberstleutnant Viktor von Roeder
- Régiment de hussards du Corps de la Garde, Oberst Rudolf von Krosigk (de)
- Quatre batteries de la Garde, Major Hermann von Bychelberg (de)

2e division de la Garde (Generalleutnant Heinrich von Plonski)
3e brigade d'infanterie de la Garde : Generalmajor Rudolph Otto von Budritzki
- 1er régiment de grenadiers de la Garde, Oberst Otto Knappe von Knappstädt
- 3e régiment de grenadiers de la Garde, Oberst Gustav Karl Ludwig von Pritzelwitz

4e brigade d'infanterie de la Garde : Generalmajor Leopold von Loën
- 2e régiment de grenadiers de la Garde, Oberst Gustav von Fabeck
- 4e régiment de grenadiers de la Garde, Oberst Otto von Strubberg
- Bataillon de tirailleurs de la Garde (de) Major Hugo von Besser
- 3e régiment d'uhlans de la Garde, Oberst Richard von Mirus (de)
- Quatre batteries de la Garde sous les ordres du Major von der Goltz

Brigade de cavalerie lourde de la Garde
- Régiment des Gardes du Corps, Oberst Frédéric de Brandebourg
- Régiment de cuirassiers de la Garde, prince Albert de Prusse
- Artillerie de réserve, 5 batteries, Oberst Prince Kraft de Hohenlohe-Ingelfingen[1]

## Déroulement de la guerre

### Passage de la frontière
La 2e armée prussienne avance en trois colonnes, en partie depuis le comté de Glatz, via Braunau, ainsi que sur la route de Landeshut vers Liebau. En tant qu'avant-garde de la 2e armée, le 5e corps d'armée traverse la Metau, la rivière frontière entre le comté de Glatz et la Bohême. Sur la route de Nachod à Trautenau, le 1er corps d'armée prussien et le corps de la Garde sont entrés en Bohême en même temps, le 6e corps d'armée est toujours en réserve dans la région de Glatz et suit tardivement. À Schlaney (de), l'avant-garde de la 9e division d'infanterie franchit la frontière silésienne. Le 26 juin 1866, le 6e corps d'armée est toujours en réserve dans la région de Glatz, derrière le 5e corps d'armée, et il est finalement suivi au-delà de la frontière. Le poste frontière de Beloves, insuffisamment sécurisé par les Autrichiens, est rapidement abandonné. Le 5e corps d'armée marche sur les cols étroits de la Mettau jusqu'à Nachod, et le prince héritier, venant de Braunau, se rend au quartier général du 5e corps d'armée.

### Bataille de Trautenau et de Nachod

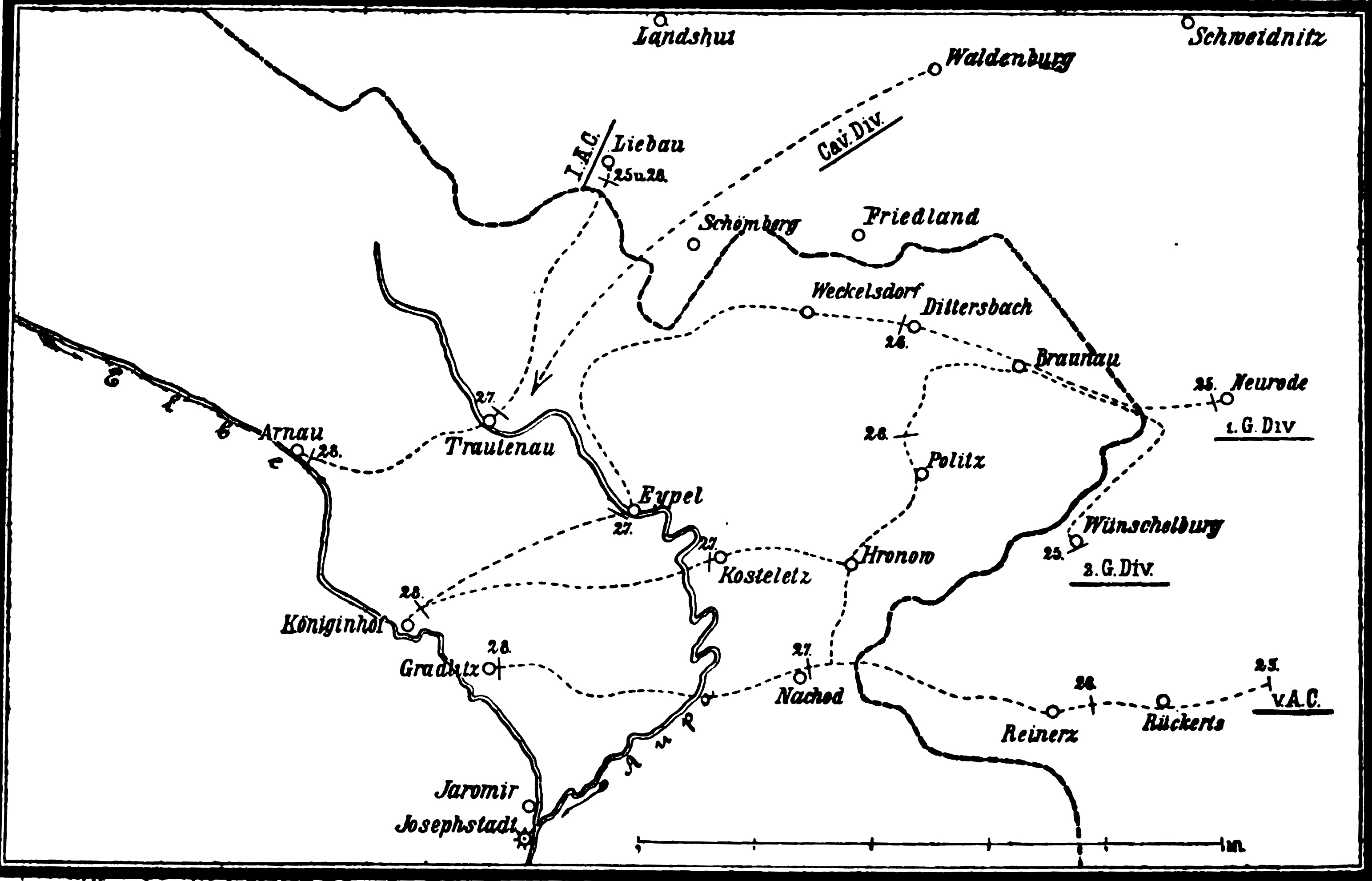
Approche de la 2e armée sur l'Elbe

Le corps prussien Bonin est repoussé par le 10e corps d'armée autrichien du FML Ludwig von Gablenz lors de la bataille de Trautenau le 27 juin 1866. Le 1er corps d'armée doit se replier à Goldenöls, après quoi le corps de la Garde prussien avançant par Eypel reprend l'avant-garde et défait une partie du 4e corps autrichien à Soor et Burkersdorf. Les troupes du général von Bonin perdent leur rôle d'avant-garde de la 2e armée prussienne et sont remplacées dans celle-ci par le corps de la Garde prussien commandé par le prince Auguste de Wurtemberg. Le 27 juin, l'aile gauche de l'armée du prince héritier, le 5e corps d'armée du général Steinmetz, a battu le 6e corps autrichien commandé par le FML Ramming à Nachod. L'intervention opportune de la 10e division sous les ordres du lieutenant général von Kirchbach assure la victoire des Prussiens, et l'importante hauteur de Wysokov est capturée par les Prussiens. FML Gablenz retire son 10e corps d'armée à Soor et demande des renforts au FZM Benedek. Les Autrichiens tentent de détourner l'avance de la Garde prussienne par des tirs d'artillerie concentrés du nord et de l'est vers Staudenz et de l'y maintenir. Ce faisant, il veut retenir les unités en approche pour offrir au 4e corps du FML Tassilo Festetics l'opportunité de flanquer la Garde par le sud. La bataille de Soor et de Burkersdorf suit le 28 juin. La 1re division de la Garde prussienne dirigée par le lieutenant général Hiller von Gärtringen repousse avec succès les défenseurs autrichiens à Staudenz. Au même moment, plus au nord, la 2e division de la Garde, sous les ordres du général von Plonski, parvient à couper la brigade autrichienne Grivicic du reste du 10e corps d'armée et les a presque complètement anéantis lors de la bataille de Burkersdorf.

### Bataille de Skalitz, avance vers l'Elbe
Le matin du 28 juin, le général von Mutius, dont le gros des troupes atteint Alt-Hayde dans la journée, reçoit l'ordre d'avancer rapidement avec son 6e corps d'armée via Nachod afin de renforcer le flanc gauche de l'armée. Pendant ce temps, le 5e corps d'armée prussien bat le 8e corps autrichien de l'archiduc Léopold à la bataille de Skalitz. Après les vaines attaques des Autrichiens, la 10e division d'infanterie a réussi à pénétrer dans le centre ennemi, et au même moment, la 9e division d'infanterie a pris les hauteurs devant l'Aupa. Alors que le 5e corps d'armée marche sur Gradlitz, la bataille de Schweinschädel suit le 29 juin. Pendant l'avancée du 5e corps d'armée, un duel d'artillerie se développe avec les batteries autrichiennes à l'approche de Schweinschädel. Ce n'est que pour retarder l'avance prussienne que des parties du 4e corps autrichien sous la direction de FML Festetics rejoignent le combat. Les attaques prussiennes pénètrent dans le village de Schweinschädel, le feu rapide de leurs armes infligeant des pertes considérables aux Autrichiens qui défendent depuis un certain temps une laiterie fortifiée. La poursuite se poursuit sur Gradlitz. Ordonné d'observer Josephsstadt le 2 juillet, le 5e corps d'armée perd son rôle de leader au profit du 6e corps d'armée et ne peut donc intervenir à Sadowa le 3 juillet. Suivant l'ordre de Moltke, le Corps de la Garde a vaincu l'ennemi à Burkersdorf et Alt-Rognitz, et dans les jours qui suivent, il a rompu les liens avec le 1er corps d'armée ainsi qu'avec le 5e corps d'armée. La 2e armée commence la traversée de l'Elbe le 1er juillet, mais l'interrompt lorsque la sécurité de la marche doit s'assurer du retrait de l'ennemi. L'armée reste sur la rive gauche de l'Elbe après avoir fait avancer le 1er corps d'armée jusqu'à proximité de la route Miletin-Gitschin et traversé l'Elbe à Königinhof avec l'avant-garde du Corps de la Garde. Le général Moltke s'attend à ce que toute la 2e armée prussienne se réunisse sur l'Elbe à Königinhof, qui est occupé par la 1re division de la Garde.

### Décision à Sadowa
Le prince Frédéric-Guillaume de Prusse est appelé à avancer avec au moins un corps d'armée contre le flanc droit de Benedek et à soutenir l'attaque de la 1re armée lors de la bataille décisive de Sadowa. La 1re division de la Garde est alors intervenue de manière décisive dans les combats à partir de midi le 3 juillet en tant qu'avant-garde de la 2e armée, dirigeant sa poussée en partie contre Benatek et en partie contre Horenowes. Avançant via Maslowed au centre de la position autrichienne, Chlum est pris d'assaut. En défendant cette place contre les attaques des réserves autrichiennes, le commandant de la 1re division de la Garde, le général Hiller von Gärtringen, est tombé après avoir été touché par un éclat d'obus. Le 6e corps d'armée, intervenant sur l'aile est, traverse la Trotina près de Racitz et occupe Nedelischt et Lochenitz, de sorte qu'à 15 heures, la principale ligne de défense autrichienne du nord entre Chlum et Lochenitz est déjà aux mains des Prussiens. L'aile gauche de la 2e armée s'approche de l'aile droite de l'armée de l'Elbe et force les Autrichiens à battre en retraite. En fin d'après-midi, la situation de l'armée autrichienne du Nord est devenue intenable. L'intervention de la 11e division du général von Zastrow contre le flanc droit autrichien oblige le FZM von Benedek à battre en retraite. L'artillerie prussienne ouvre un feu nourri sur les troupes autrichiennes en retraite depuis la ligne Stresetitz-Langenhof-Rosberitz. Dans les dispositions pour la poursuite des Autrichiens, le 1er corps d'armée est prioritaire, de sorte que le général von Clausewitz doit avancer avec la 2e division d'infanterie sur la route de Tobitschau à Prerau. Le 17 juillet, la division de cavalerie prussienne devait couvrir la marche du 5e corps d'armée jusqu'à Kremsier. La poursuite de l'avancée, conduit la 10e division d'infanterie à la frontière hongroise. La Garde et le 6e corps d'armée, à la poursuite des Autrichiens, atteignent la région de Brno le 18 juillet.